# Arsenolampriet
Arsenolampriet is een grijswit mineraal met chemische samenstelling As.

## Ontstaan
Arsenolampriet ontstaat in ertsaderen die geassorcieerd zijn met arseen, bismut, zilver en andere mineralen.

## Voorkomen
De kristallen en aders van arsenolampriet worden gevonden samen met koperarseniden in Cerného dolu en in Jáchymov, Tsjechië. Verder ook in Jáchymov en in Mariënberg in Duitsland. Het is ook al aangetroffen in Cavnic in Roemenië.